# 鷲頭山
鷲頭山（わしずやま）は静岡県沼津市にある標高392mの山。
静浦山地に属し、鷲頭山を含む駿河湾沿いにある山並を、通称沼津アルプスと呼び、山稜には登山道があり、ハイカーが訪れる。
山頂には鷲頭神社の本殿とも言うべき小さな祠がある。沼津市大平の4区にある鷲頭神社は、この山頂の祠を便宜上移したものである。
山には岩肌が露出した箇所があり、ロッククライミングのトレーニング場としても知られている。

中腹には、地元の伝説で三位中将平重衡が囚われた後幽閉されたという岩屋の跡、山頂には切腹の地とされる碑がある。

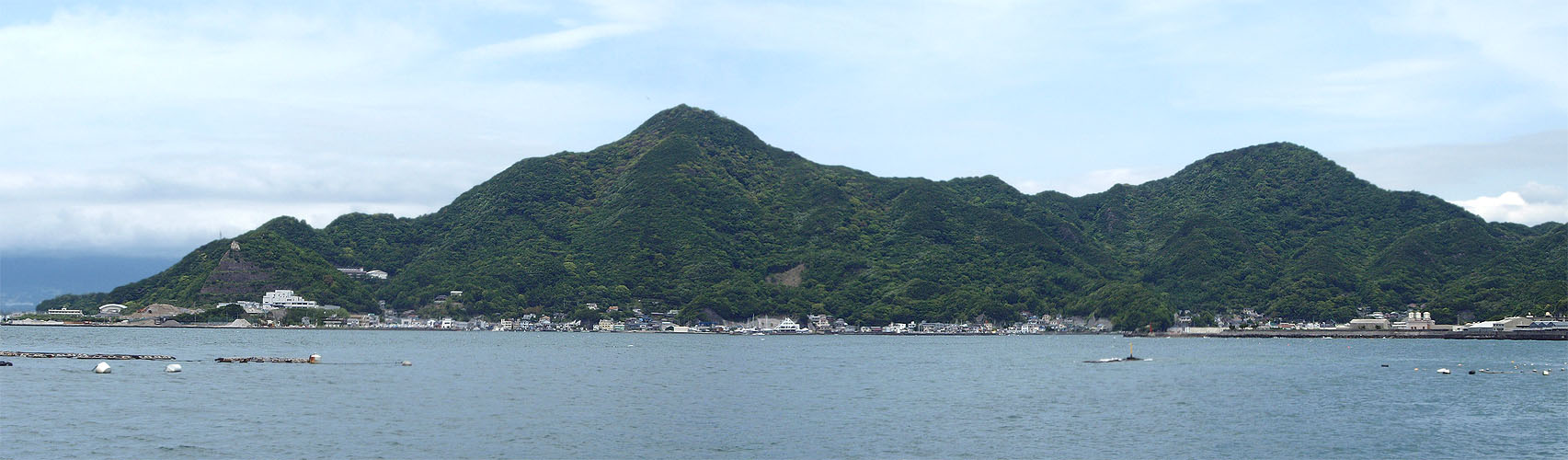
駿河湾沿岸から見た鷲頭山(左)と大平山(右)

## 概要
鷲頭山は「沼津アルプス」南部に位置し、駿河湾と富士山を一望する。登山ルートの一例を挙げると、香貫台入口バス停から、志下坂峠、志下峠を通ると鷲頭山山頂（392m）に至る。山頂から急坂を交えて下ると多比峠に着く。その後、多比口峠の分岐で直進すれ大平山（標高356m）の山頂。大平山の方が鷲頭山山頂より北側の展望が開けており、富士山の眺望が良い。大平山山頂からは多比口峠まで戻って左折し、樹林帯を下るが多比バス停がある。コース距離およそ6.3km、コースタイムは4時間となっている。